# Ніло Марія Фабра
Ніло Марія Фабра і Деас (ісп. Nilo María Fabra y Deas, нар. 1843, Бланес, Провінція Жирона; пом. 1903, Мадрид) — іспанський журналіст, письменник та політик.

## Біографія
Кореспондент «Щоденника Барселони» (ісп. Diario de Barcelona) у Мадриді, а також репортер австро-пруської та французько-пруської війни. Батько Ніло Фабра і Ерреро (1882—1923), автора «Інтер'єру» (ісп. Interior, 1905).
1860 року видав збірку віршів — «Поезія Д.Ніло Марія Фабра». Був прихильником науки та техніки, тому між 1885 та 1897 рр. видав три книги оповідань наукової-фантастики та політичної альтернативної історії (1885 — «Для уявних просторів»; 1895 — «Ілюстровані історії»; 1897 — «Теперішнє і майбутнє»).
1865 року заснував кориспонденську організацію, що займалася наданням новин для провінційних газет. Згодом ця організація перетворилася на перше іспанське агентство новин, яке вступило в контакт з закордонними агентствами Гавас та Рейтер.
Член ліберальної партії. Кандидат на вибори сенату Іспанії 15 лютого 1891 року від Аліканте. Посів третє місце.